# Cohn (cràter)
Cohn és un cràter d'impacte en el planeta Venus de 18,3 km de diàmetre. Porta el nom de Carola Cohn (1892-1964), artista i escriptora australiana, i el seu nom va ser aprovat per la Unió Astronòmica Internacional el 1994.